# Réaction de Heck
La réaction de Heck est la réaction chimique entre un dérivé halogéné insaturé ou un triflate insaturé avec un alcène en présence d'une base et d'un catalyseur au palladium pour former un alcène substitué,.  Cette réaction a été introduite par le chimiste américain Richard Heck qui a reçu en 2010 le prix Nobel de chimie pour cette réaction.

## Conditions de la réaction
La réaction est réalisée en présence d'un catalyseur au palladium. Le catalyseur peut être le tetrakis(triphenylphosphine)palladium(0) ou l'acétate de palladium(II). L'halogénure ou le triflate est un composé alkyle, aryle ou vinyle. L'alcène doit posséder au moins un hydrogène et est souvent déficient en électrons comme les esters, les acrylates ou l'acétonitrile. Le ligand est la triphénylphosphine ou le BINAP. La base est soit la triéthylamine, le carbonate de potassium ou l'acétate de sodium.
Cette réaction de couplage est stéréosélective avec une préférence pour l'isomère trans. La réaction de Heck est utilisée industriellement pour la production de naproxène.